# Цзайчунь
Цзайчу́нь (кит.: 載淳; піньїнь: Zàichún) храмове ім'я Муцзу́н (кит.: 穆宗; піньїнь: Mùzōng; 27 квітня 1856 — 12 січня 1875) — маньчжурський державний і політичний діяч, десятий імператор династії Цін.

## Життєпис
Єдиний син Їчжу. Зійшов на трон у 5-річному віці. Керував країною за допомогою своєї матері-регентки Цисі.
У 1864 спромігся придушити велике Тайпінське повстання.
Проводив курс реформ, що отримав назву «Реставрація Тунчжи». Ввів до уряду етнічних китайців та іноземних радників, які сприяли стабілізації та вестернізації імперії.
Помер від натуральної віспи.
Девіз правління — Тунчжи.

## Імена
- Посмертне ім'я — Імператор Ї.
- Храмове ім'я — Муцзун.
- Інше ім'я, що походить від девізу правління, — Імпера́тор Тунчжи.